# Blackville (Nuovo Brunswick)
Blackville è un villaggio del Canada, situato nella provincia del Nuovo Brunswick.